# بوكو فوندو
بوكو فوندو (بالإنجليزية: Poço Fundo)‏ بلدية في ولاية ميناس جيرايس في المنطقة الجنوبية الشرقية من البرازيل.